# FCM 2C
FCM 2C eller char 2C (”stridsvagn 2C”) var ett franskt landskepp producerad av skeppsvarvet Société Nouvelle des Forges et Chantiers de la Méditerranée (FCM) som utvecklades åren efter första världskriget. Vagnen var en vidareutveckling av stridsvagnsprojektet FCM 1A från 1917 som inte hann färdigställas innan krigsslutet. Den slutgiltiga versionen FCM 2C kom att byggas i 10 exemplar och tjänstgjorde från 1921 till Frankrikes fall till Nazityskland 1940 som del av andra världskriget.
Trots att den var föråldrad tjänstgjorde den under slaget om Frankrike (1940) under andra världskriget. FCM 2C-vagnarna deltog dock inte i några strider under slaget utan förstördes av sina egna besättningar för förhindra att de erövrades intakta av tyskarna. Två av vraken erövrades av tyskarna och en fördes tillbaka till Tyskland för att ställas ut för allmänheten. I Tyskland fick de igenkänningsbeteckningen Panzerkampfwagen 3 C 741 (f).

## Beskrivning

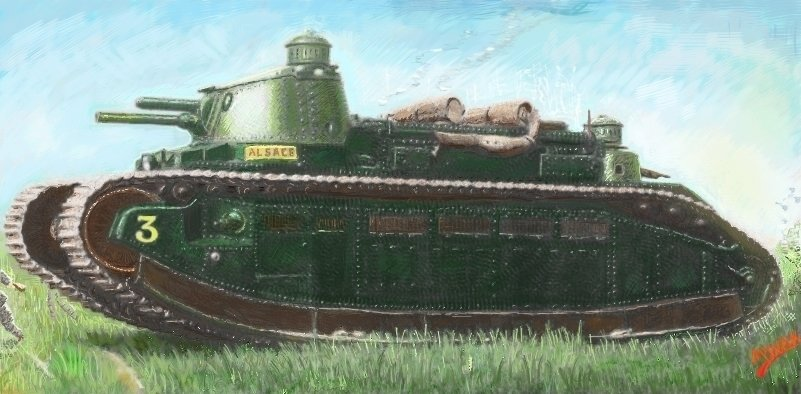
Målning av FCM 2C.

FCM 2C vägde 70 ton fullastad och anses därför vara världens enda övertunga stridsvagn som tagits i tjänst, även om flera andra övertunga stridsvagnar producerats som prototyper.
Stridsvagnen var så stor och tung att den måste transporteras över längre avstånd med ett speciellt järnvägssystem. Varje kompani om tre vagnar färdades i en konvoj med två lokomotiv plus 30 vagnar som transporterade kompaniets besättning, förnödenheter och stödfordon.
Vagnen var beväpnad med två kanontorn, en framtill och en baktill. Främre torn var bestyckad med en 75 mm kanon medan bakre torn hade en kulspruta. Utöver detta var vagnen beväpnad med tre rörliga kulsprutor i vagnens främre pansarväggar, en rakt fram på vagnen och två på vardera sidan under huvudtornet, vinklade så skottfältet låg framåt snarare än bakåt. Besättningen uppgick till 12 man: förare, befäl, skytt, laddare, fyra kulspruteskyttar, mekaniker, elektriker, assisterande mekaniker/elektriker samt radiooperatör.

## Historik

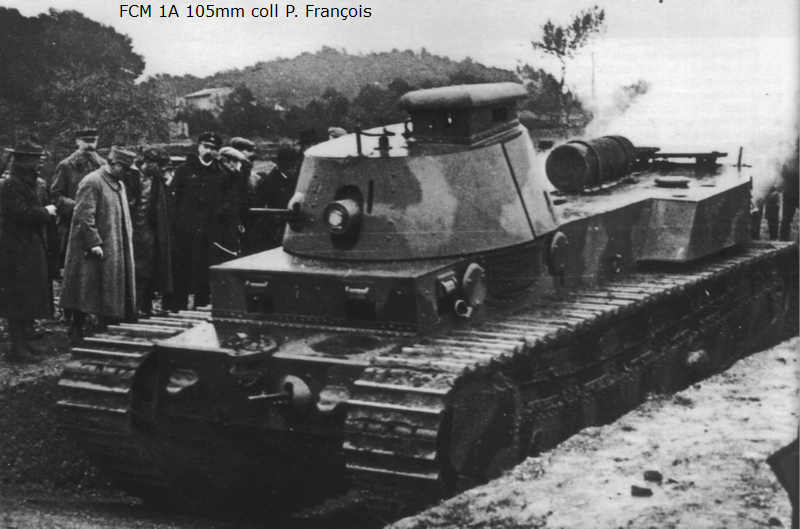
Prototypen FCM 1A.

FCM hade tillverkat en prototyp med beteckningen FCM 1A under kriget och 21 februari 1918 fick företaget en beställning på 300 exemplar av den vidareutvecklade FCM 2C för en tänkt offensiv på västfronten i mars 1919. Kriget hann dock ta slut innan dess, och beställningen begränsades till 10 fordon. Stridsvagnens komplexa utformning ledde till att de levererades först 1921.

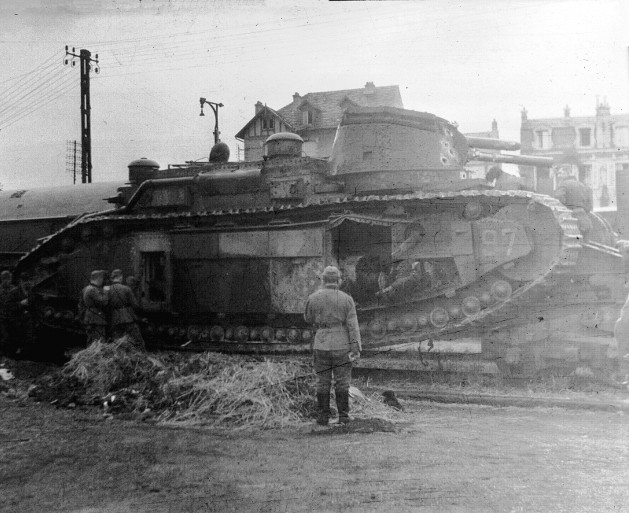
Sönderskjuten FCM 2C som inspekteras av tyskar under slaget om Frankrike, 1940. Notera alla träffar framtill på tornet och presenningen som lagts över torntaket som troligen sprängts av vid en intern magasindetonation. Detta stödjs även av spränghålet i sidan under tornet.

Under slaget om Frankrike mobiliserades FCM 2C-vagnarna i juni 1940 i 511e régiment de chars de combat(fr). Två av vagnarna led mekaniskt sammanbrott och de resterande sex lämnade sin bas nordväst om Metz den 12 juni med två tåg. Efter att ha överlevt ett tyskt flyganfall den 14 juni, blev tågen fångade mellan avancerande tyska styrkor och en sektion skadad räls nordöst om Langres. För att förhindra att stridsvagnarna föll i tyskarnas händer beslutade det franska befälet att spränga dem.

### Vagnar
Tio FCM 2C vagnar byggdes och kom i bruk 1921. Dessa vagnar fick alla unika namn:
| - № 90. Poitou - № 91. Provence - № 92. Picardie - № 93. Alsace - № 94. Bretagne - № 95. Touraine - № 96. Anjou - № 97. Normandie - № 98. Berry - № 99. Champagne |

#### Bilder

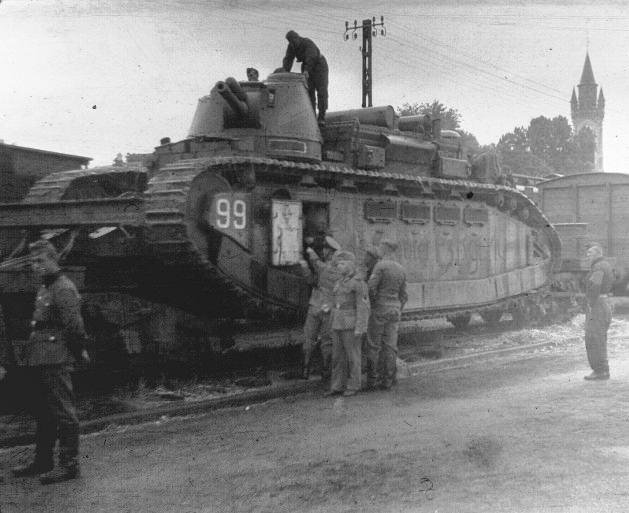
FCM 2C erövrad av tyskarna under slaget om Frankrike.
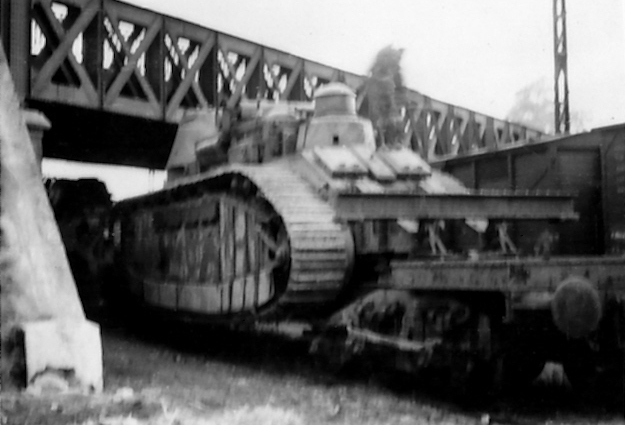
FCM 2C erövrad av tyskarna under slaget om Frankrike.
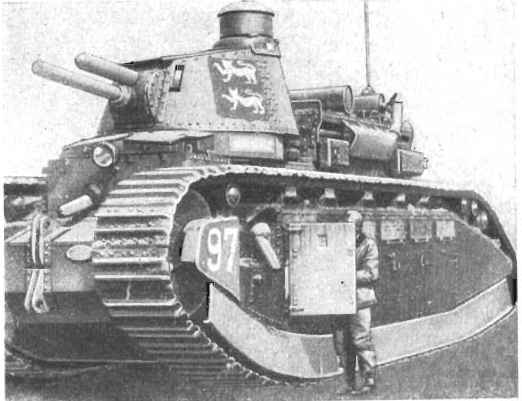
FCM 2C erövrad som tyska Pz Kpfw 3 C 741 (f). Notera tysk uniform.

## Varianter
- FCM 1A: Föregångare med en kort 105 mm Canon de 105 Court Schneider i tornet. Vikt drygt 40 ton.
- FCM 2C: Standardvariant med en 75 mm kanon i tornet.
- FCM 2C bis: Champagne testades med en 155 mm haubits i ett nytt torn 1926 och kallades FCM 2C bis.